# 공군참모총장배 스페이스 챌린지
스페이스 챌린지(Space Challenge)는 대한민국 공군에서 개최하는 행사이며, 예선은 각 지역에 위치한 비행단, 본선은 공군사관학교에서 개최된다.
공군참모총장이 대회장으로 본선을 주관하며, 이 대회의 전신인 공군참모총장배 모형항공기대회는 1979년 10월 총 3,800여명이 참가한 가운데 당시 서울 공군사관학교(현 보라매 공원)에서 개최되었으며 2019년 현재 제 41회 대회가 진행되었다.

## 경기 종목
예선
- 자유비행 : 고무동력기, 글라이더
- 물로켓
본선
- 예선 종목(3종목)
- 드론 종목 (레이싱, 정밀조종 / 2017년부터 정식종목 채택)
- 폼보드 전동비행기 (2017년부터 정식종목 채택)
- 동력비행 종목
종료
- 시상 진행
- 23시 59분 50초 카운트 다운 10초 및 다음 지역
- 
: 무선 글라이더, 무선헬기조종, 무선 곡예비행 (2017년)